# Diamante (Entre Ríos)
Pour les articles homonymes, voir Diamante.
Diamante est une ville argentine, située dans la province d'Entre Ríos sur la rive orientale du Río Paraná. Elle est aussi le chef-lieu du département de même nom. Sa population se montait à 19 541 habitants en 2001, ce qui représente une augmentation de 35 % en dix ans (1991 à 2001).

## Port de Diamante
En amont de la ville de Diamante, le Río Paraná présente un cours très diversifié avec des bifurcations, des méandres instables, une faible profondeur, ce qui nécessite des dragages continuels et limite la navigabilité. Tout cela a fait que le port de Diamante est l'ultime port d'outre-mer sur le Paraná, et l'unique port d'outre-mer de la province d'Entre Ríos proche des grandes villes de Santa Fe et de Paraná.